# Antonio María Javierre
Antonio María Javierre Ortás, (Siétamo, Huesca,  21 de Fevereiro de 1921 — Roma, 1 de Fevereiro de 2007), foi um cardeal espanhol da cúria romana. Era prefeito emérito da Congregação para o Culto Divino e a Disciplina dos Sacramentos.

## Biografia
Com 19 anos ingressou na Congregação Salesiana e foi ordenado sacerdote em  24 de Abril de 1949, nove anos depois.
Estudou Teologia na "Universidade Pontifícia de Salamanca" e prosseguiu os seus estudos em Roma e Lovaina.
Foi ordenado sacerdote em 1949 e nomeado cardeal pelo Papa João Paulo II, no consistório de 28 de Junho de 1988.
Nos últimos meses da sua vida estava em tratamento de hemodiálise. Faleceu aos 85 anos de idade, em Roma, no dia 1 de Fevereiro de 2007 devido a um enfarte. O Papa Bento XVI presidiu  às exéquias fúnebres do cardeal, na Basílica de São Pedro, no Vaticano. No funeral estiveram presentes cardeais, bispos, eclesiásticos e membros do corpo diplomático credenciados pelo Vaticano.
Era um dos três cardeais espanhóis não eleitores devido à idade, juntamente com o Ricard María Carles, Arcebispo Emérito de Barcelona e Francisco Álvarez Martínez, Arcebispo Emérito de Toledo.